# Washington Capitals
A Washington Capitals Washington profi jégkorongcsapata. A klub a National Hockey League keleti főcsoportjában játszik a délkeleti divízióban. Hazai mérkőzéseiket a Verizon Centerben bonyolítják le. 2018-ban története során először nyerte meg a Stanley-kupát.

## Története
2023-ban a csapat tulajdonosa bejelentette, hogy 2028-ra Virginia államba tervezi költöztetni a Capitalst a fővárosból, a Washington Wizards kosárlabdacsapattal együtt. Alig négy hónappal később ezt a tervet már vissza is vonták, mivel a csapat megegyezett Washington városával a  Capital One Arena felújításáról.

## Klubrekordok
Pályafutási rekordok (csak a Capitals-zal)
- Legtöbb szezon a csapatnál: 16, Olaf Kölzig
- Legtöbb mérkőzés: 983, Calle Johansson
- Legtöbb gól: 472, Peter Bondra
- Legtöbb gólpassz: 418, Michal Pivonka
- Legtöbb pont: 825, Peter Bondra
- Legtöbb kiállitásperc: 2003, Dale Hunter

Szezonrekordok
- Legtöbb gól: 65, Alekszandr Mihajlovics Ovecskin (2007–2008)
- Legtöbb gól (hátvéd): 34, Kevin Hatcher (1992–1993)
- Legtöbb emberelőnyben lőtt gól: 22, Peter Bondra (2000–2001) és A. M. Ovecskin (2007–2008)
- Legtöbb emberelőnyben lőtt gól (hátvéd): 18, Mike Green (2008–2009)
- Legtöbb gólpassz: 76, Denis Maruk (1981–1982)
- Legtöbb pont: 136, Denis Maruk (1981–1982)
- Legtöbb pont (hátvéd): 81, Larry Murphy (1986–1987)
- Legtöbb pont (újonc): 106, A. M. Ovecskin (2005–2006)
- Legtöbb kiállitásperc: 339, Alan May (1989–1990)

Kapusrekordok – pályafutás
- Legtöbb mérkőzés: 711, Olaf Kölzig
- Legtöbb shutout: 35, Olaf Kölzig
- Legtöbb győzelem: 301, Olaf Kölzig

Kapusrekordok – szezon
- Legtöbb mérkőzés: 73, Olaf Kölzig (1999–2000)
- Legtöbb shutout: 9, Jim Carey (1995–1996)
- Legtöbb győzelem: 41, Olaf Kölzig (1999–2000)